# 1972-es Australian Open
Az 1972-es Australian Open az év első Grand Slam-tornája volt. december 27. és január 3. között rendezték meg Melbourne-ben. A férfiaknál az ausztrál Ken Rosewall, nőknél a brit Virginia Wade nyert.

## Döntők

### Férfi egyes
Ken Rosewall -  Mal Anderson, 6-1, 7-5, 6-3

### Női egyes
Virginia Wade -  Evonne Goolagong, 7-6, 6-3, 7-5

### Férfi páros
Ken Rosewall /  Owen Davidson -  Ross Case /  Geoff Masters 3-6, 7-6, 6-2

### Női páros
Helen Gourlay /  Kerry Harris -  Patricia Coleman-Gregg /  Karen Krantzcke 6-0, 6-4

### Vegyes páros
1970–1986 között nem rendezték meg.